# مینفونگ هو
مین فونگ هو (به انگلیسی: Minfong Ho) (زاده ۷ ژانویه ۱۹۵۱) نویسنده برمه‌ای-چینی الاصل آمریکایی است که اکنون در نیویورک زندگی می‌کند.
رمان برنج بی باران او توسط پروین قائمی به فارسی برگردانده شده‌است.